# Dedo I. (Lausitz)
Markgraf Dedo (* um 1010; † Oktober 1075) war als Dedo II. Graf von Wettin, ab 1034 Graf auf Burg Eilenburg, Graf in den Gauen Siusili, Serimunt und Nizizi, ab 1046 als Dedo I. Markgraf der Mark Lausitz und Graf im südlichen Schwabengau, aus dem Adelsgeschlecht der Wettiner. Er war ein Sohn des Markgrafen Dietrich II./I. und Bruder des Bischofs Friedrich I. von Münster und des Grafen Thimo von Wettin.

## Leben
Dedo wurde nach den Altaicher Annalen aus dem Jahre 1046 von Kaiser Heinrich III. mit zwei Markgrafschaften belehnt: der Lausitz und Thüringen. Im weiteren Zeitverlauf bildeten sie eine Einheit, aber in der Mitte des 11. Jahrhunderts waren es noch zwei verschiedene Macht- bzw. Verwaltungsbereiche.
1069, also noch vor der 1073 beginnenden sächsischen Adelsrevolte, kam es zu einer bewaffneten Auseinandersetzung zwischen dem salischen König Heinrich IV. und Markgraf Dedo I., in der es um den Versuch Dedos ging, Güter, darunter auch königliche, gewaltsam an sich zu bringen. Außerdem ist der Konflikt mit dem König auch mit den in den Altaicher Annalen angedeuteten Spannungen ostsächsischer Adliger einerseits und dem Salier andererseits in Verbindung zu bringen, weil sich diese in ihren Rechten eingeschränkt fühlten. Als Reaktion auf des Wettiners Aktionen zog Heinrich IV. ein Heer zusammen und führte es durch Thüringen und Sachsen. Hilfe bekam Dedo in diesem Konflikt vom Mann seiner Stieftochter Adelheid, Adalbert II. von Ballenstedt. Nach der Eroberung der beiden Burgen Burgscheidungen und Beichlingen, in die Dedo Mannschaften gelegt hatte, sah der Markgraf die Aussichtslosigkeit seiner Lage ein und ergab sich. Der König ließ ihn gefangen nehmen, und er musste umfangreichen Besitz abgeben. Überdies wurde er abgesetzt und sein Sohn Dedo II. als Markgraf der Lausitz eingesetzt. Nach der Ermordung Dedos II. im gleichen Jahr versöhnten sich Heinrich IV. und Dedo I. und er bekam das Markgrafenamt zurück.
Im Jahre 1073 erhoben sich die Fürsten Ostsachsens gegen Heinrich IV.; zu ihnen gehörte auch Dedo.  Auf Grund der Erfahrungen von 1069 zählte er jedoch zu den gemäßigteren Fürsten und bemühte sich in Goslar darum, den Zorn der anwesenden Fürsten auf Heinrich IV. zu mildern. Noch vor dem im Februar 1074 geschlossenen Frieden scheint Dedo die Seiten gewechselt zu haben, denn als danach die Kämpfe wieder begannen, hielt er sich aus diesen heraus. 1075 sorgte er im Auftrag des Königs für den Schutz des russischen Großfürsten Isjaslaw I., der in Sachsen weilte. Trotzdem musste er seinen Sohn, den späteren Markgrafen Heinrich I., als Geisel stellen.
Dedo starb 1075 nach längerer Krankheit.

## Familie
Dedo war in erster Ehe mit Oda verheiratet, der Witwe von Wilhelm III. von Weimar und Tochter von Thietmar, der von 1015 bis 1030 Markgraf der Lausitz gewesen war.
Kinder:
1. Dedo III. († 1069), Markgraf der Lausitz (Dedo II.)
2. Adelheid, verheiratet mit Ernst, Markgraf von Österreich
3. Agnes, verheiratet mit einem sächsischen Grafen namens Friedrich

In zweiter Ehe heiratete er 1068 Adela, eine Enkelin Lamberts I. von Löwen. Sie war die Witwe des Markgrafen Otto I. von Meißen. Dieser war ein Sohn von Dedos erster Frau Oda aus deren erster Ehe mit Wilhelm III. von Weimar.
Kinder:
1. Heinrich I. († 1103), Markgraf von Meißen und der Lausitz, verheiratet mit Gertrud der Jüngeren von Braunschweig, Tochter des Markgrafen Ekbert I. von Meißen
2. Konrad, angeblich von den Wenden erschlagen

## Weblink
- Genealogie Mittelalter: Dedi II. von Wettin

| Vorgänger    | Amt                            | Nachfolger           |
| ------------ | ------------------------------ | -------------------- |
| Ekkehard II. | Markgraf der Lausitz 1046–1069 | Dedo II.             |
| Dedo II.     | Markgraf der Lausitz 1069–1075 | Vratislaw von Böhmen |

| Personendaten    | Personendaten                |
| ---------------- | ---------------------------- |
| NAME             | Dedo I.                      |
| ALTERNATIVNAMEN  | Dedi; Dedo II. von Eilenburg |
| KURZBESCHREIBUNG | Markgraf der Lausitz         |
| GEBURTSDATUM     | um 1010                      |
| STERBEDATUM      | Oktober 1075                 |